# Karl Korn (Architekt)

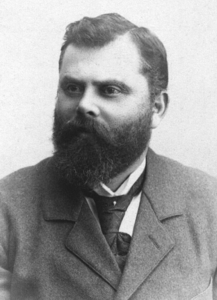
Karl Korn

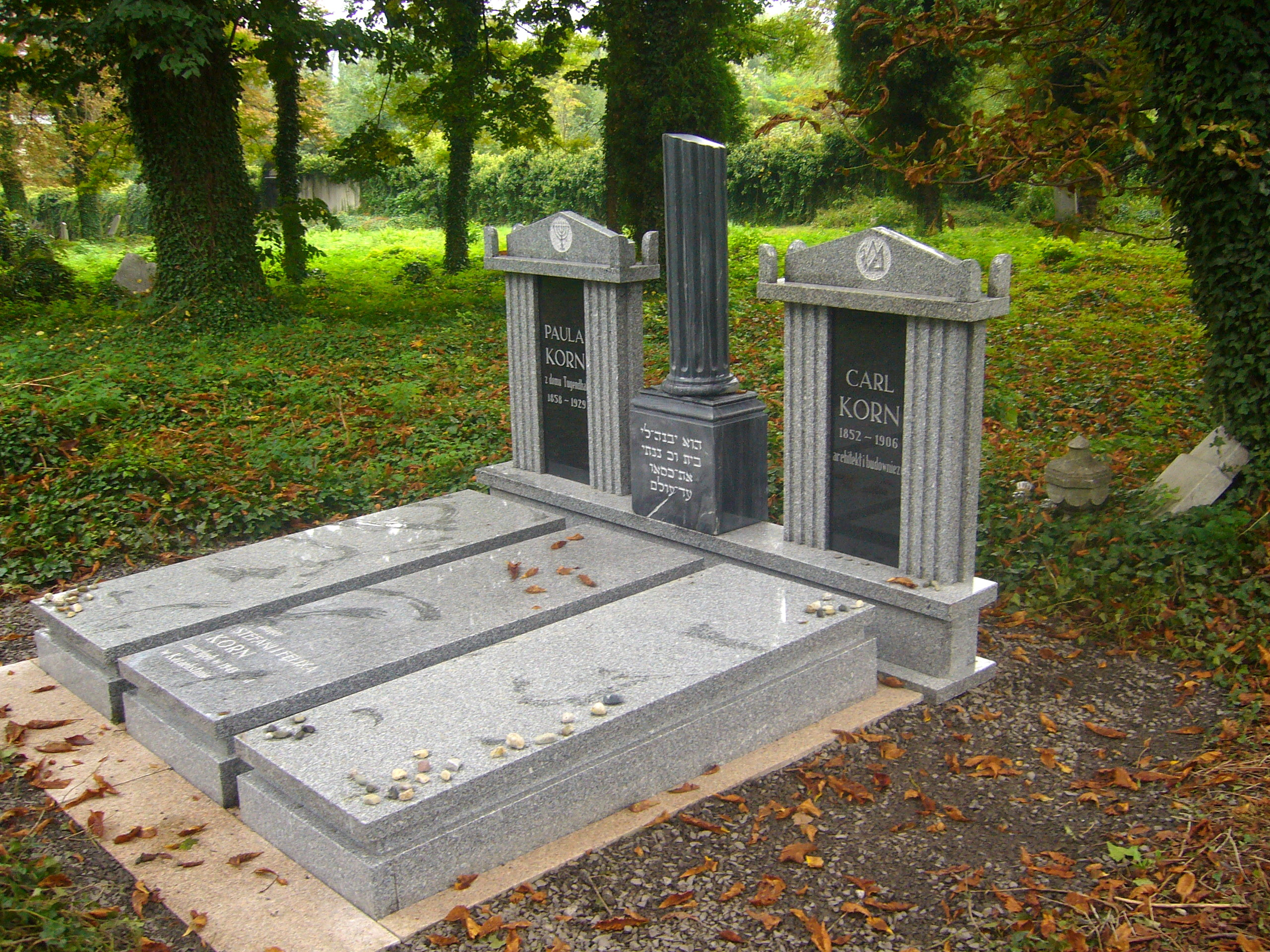
Grab von Karl Korn und seiner Frau Paula geb. Tugendhat (1858–1929) auf dem jüdischen Friedhof in Bielsko-Biała

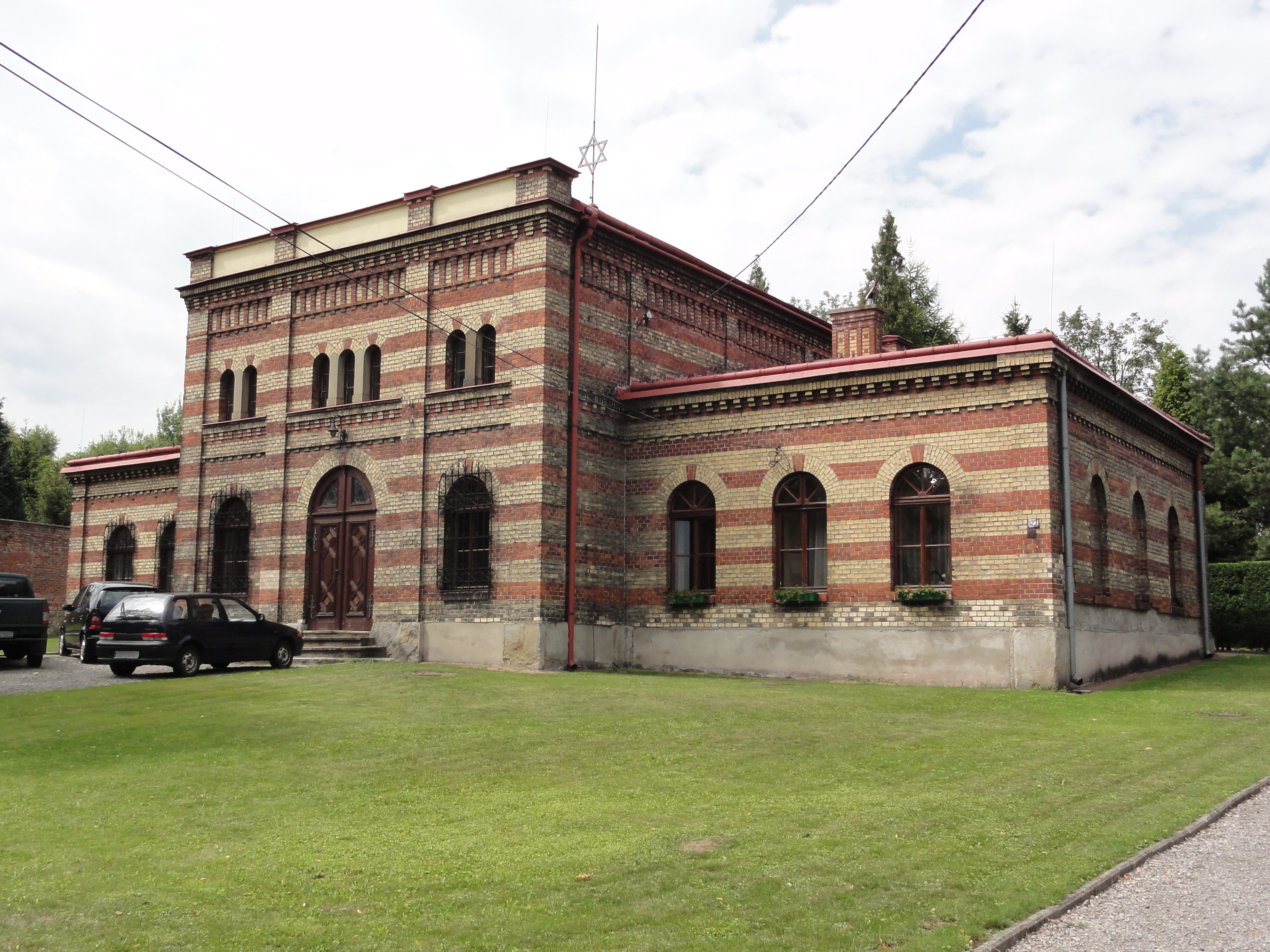
Taharahaus auf dem jüdischen Friedhof in Bielsko-Biała

Karl Korn (1852 in Wadowitz – 1906 in Bielitz) war ein Architekt und Bauunternehmer, der zusammen mit Emanuel Rost und Andreas Walczok das Aussehen des Zentrums von Bielitz und Biala im 19. Jahrhundert bestimmt hat.

## Leben
Karl Korn, der aus einer jüdischen Familie stammte, beendete sein Studium an der Polytechnischen Universität in Karlsruhe sowie an der Universität Wien. Danach war er Assistent an der Technischen Schule in Bern. 
Im Jahr 1882 gründete Karl Korn eine Architektur- und Baufirma, die nach seinem Tod von seinem Sohn Felix weitergeführt wurde. Kaiser Franz Josef I. von Österreich-Ungarn verlieh Karl Korn den Titel Kaiserlicher und Königlicher Baurat. Korn war Gründer des Unterstützungsvereins der Universität Wien, Mitglied des Corps Franconia und Verwaltungsmitglied der Israelitischen Bekenntnisgemeinde.
Im Jahr 1998 wurde nach Karl Korn eine Straße in Bielitz-Biala benannt. Seine Familie wohnt bis heute in der Stadt.
Am 8. September 2009 wurde auf dem jüdischen Friedhof in Bielsko-Biała an der Kaiserstraße eine neue Grabstätte für Karl Korn fertiggestellt. Die neue Grabstätte stifteten seine Nachfahren und Bürger von Bielitz-Biala.

## Bauwerke (unvollständig)
In Bielitz und Biala:
- Hauptpostgebäude
- Gebäude der Stadtsparkasse in Bielitz
- Hotel Kaiserhof in Bielitz (heute President Hotel)
- Villa von Theodor Sixt (jetzt Rektorat der Technisch-Humanistischen Akademie)
- Schutzhaus Kamitzer Platte
- Spital in Bielitz
- Hauptbahnhof
- Synagoge in Bielitz
- Synagoge in Biala
- Taharahaus auf dem jüdischen Friedhof in Bielsko-Biała

In anderen Orten:
- Große Synagoge in Auschwitz
- Synagoge in Andrychów (deutsch Andrichau, älter auch Heinrichau)
- Hotel Royal in Krakau
- Fabrik für Bugholzmöbel in Heinzendorf
- Katholische Kirche der Gottesmutter zur ewigen Hilfe in Krzeszow
- Carl Korn Baugesellschaft in Wien